# Lenguas del Daguestán
Las lenguas del Daguestán son un grupo de lenguas caucásicas nororientales. Todas ellas, excepto seis, se hablan exclusivamente en Daguestán, y las otras se hablan en el Daguestán y Azerbaiyán o sólo en este último país.

## Lenguas del grupo
Por orden alfabético son:
Aghul
Akhvakh
Andi
Archi
Avar
Bagvalal
Bezhta
Botlikh
Budukh
Chamalal
Darguin o dargwa
Dido o tsez
Gigatl
Ghodoberi
Hinduq (Ginukh)
Hunzib
Kajtak
Karata
Khinalugh
Kryts
Kubachi
Khvarshi
Lak o laco
Lezguio, lezgi o kuri
Rutul
Tabasaro
Tindi
Tsakhur
Udi
Jek
La mayoría de lenguas daguestaníes no cuentan con un estándar literario y se encuentran amenazadas o restringidas al uso familiar o local.

## Clasificación interna
Tradicionalmente se había considerado que las lenguas daguestán constituían una unidad filogenética válida dentro de las lenguas caucásicas nororientales, constituyendo la rama principal de dicha familia. Sin embargo, la existencia de un proto-dagestaní emparentado como lengua "hermana" del proto-nakh ha sido puesta en duda por algunos autores.
De hecho una reciente ambiciosa reconstrucción del proto-caucásico nororiental, considera que dicha lengua se separó en 8 ramas coordinadas, sin que sea parezca claro que 7 de estas deriven de una lengua diferente del proto-caucásico nororiental pero a su vez ancestral a las proto-lenguas reconstruibles para cada uno de estos grupos. Es decir, dicha elucubración implicaría que no sería correcto construir un proto-dagestaní, de la misma manera que dentro del indoeuropeo algunos autores han descartado la existencia de un proto-italocelta, a pesar de las numerosas coincidencias entre el proto-celta y las lenguas itálicas.
De acuerdo con la interpretación de que el grupo dagestaní no es una unidad filogenética válida, el grupo dagestaní en realidad sería una agrupación que incluye las siguientes unidades filogenéticas válidas:
1. Avar
2. Ándico
3. Tsézico
4. Darguin
5. Lak
6. Lezguio
7. Khinalug